# Highway 61 Revisited
Highway 61 Revisited là album phòng thu thứ sáu của ca sĩ-nhạc sĩ Bob Dylan. Album được phát hành vào tháng 8 năm 1965 bởi hãng Columbia Records. Album trước đó của Dylan, Bringing It All Back Home, Dylan dành hết mặt thứ nhất của album cho những ca khúc được đệm nhạc bởi các ban nhạc rock điện tử, và mặt hai thì cho một số ca khúc solo acoustic. Trong Highway 61 Revisited, Dylan sử dụng thể loại nhạc rock cho mọi ca khúc, ngoại trừ một bài hát acoustic gần 11 phút là "Desolation Row". Các nhà phê bình đã viết rằng Dylan có khả năng kết hợp sự lèo lái, phức hợp và nhạc RnB vào nhạc rock với sức mạnh của văn thơ, đã tạo ra Highway 61 Revisited là một trong những album có ảnh hưởng nhất từng được thu âm.
Bắt đầu với đĩa đơn hit của mùa hè năm đó là "Like a Rolling Stone", album cũng bao gồm những ca khúc khác được xem là kinh điển và đã được Dylan biểu diễn trực tiếp trong suốt sự nghiệp của ông, gồm có "Highway 61 Revisited", "Ballad of a Thin Man", và "Just Like Tom Thumb's Blues". Dylan đặt tên ca khúc dựa trên một trục lộ giao thông lớn của Bắc Mỹ là U.S Route 61, trục lộ liên kết với nơi sinh của ông đến các thành phố miền nam nổi tiếng với những di sản âm nhạc, bao gồm St. Louis, Memphis, và New Orleans.
Highway 61 Revisited đạt vị trí số 3 trên bảng xếp hạng âm nhạc tại Hoa Kỳ và vị trí số 4 tại Anh, trong khi đó đĩa đơn "Like a Rolling Stone", đạt vị trí số 2 tại Hoa Kỳ và số 4 tại Anh. Album đã nhận được nhiều giải thưởng. Album được xếp ở vị trí số 4 trong danh sách 500 Album vĩ đại nhất mọi thời đại của tạp chí Rolling Stone, và "Like a Rolling Stone", "Desolation Row", và "Highway 61 Revisited" được liệt vào danh sách lần lượt ở các vị trí số 1, số 185 và số 364 trong danh sách 500 bài hát vĩ đại nhất mọi thời đại.

## Danh sách ca khúc
Tất cả các ca khúc được viết bởi Bob Dylan.
| Mặt A | Mặt A                                              | Mặt A      |
| STT   | Nhan đề                                            | Thời lượng |
| ----- | -------------------------------------------------- | ---------- |
| 1.    | "Like a Rolling Stone"                             | 6:09       |
| 2.    | "Tombstone Blues"                                  | 5:58       |
| 3.    | "It Takes a Lot to Laugh, It Takes a Train to Cry" | 4:09       |
| 4.    | "From a Buick 6"                                   | 3:19       |
| 5.    | "Ballad of a Thin Man"                             | 5:58       |

| Mặt B | Mặt B                         | Mặt B      |
| STT   | Nhan đề                       | Thời lượng |
| ----- | ----------------------------- | ---------- |
| 6.    | "Queen Jane Approximately"    | 5:31       |
| 7.    | "Highway 61 Revisited"        | 3:30       |
| 8.    | "Just Like Tom Thumb's Blues" | 5:31       |
| 9.    | "Desolation Row"              | 11:21      |

## Đánh giá và tôn vinh
| Đánh giá chuyên môn  | Đánh giá chuyên môn |
| Nguồn đánh giá       | Nguồn đánh giá      |
| Nguồn                | Đánh giá            |
| -------------------- | ------------------- |
| AllMusic             | [ 1 ]               |
| BBC                  | (tích cực)          |
| Entertainment Weekly | A+                  |
| PopMatters           | (tích cực)          |
| Rolling Stone        | [ 5 ]               |
| Sputnikmusic         | [ 6 ]               |

## Thành phần tham gia sản xuất
- Bob Dylan – guitar, harmonica, piano, hát, sáng tác, tiếng còi cảnh sát.

Các nghệ sĩ được mời
- Mike Bloomfield – guitar.
- Harvey Brooks – bass.
- Bobby Gregg – trống.
- Paul Griffin – organ, piano.
- Al Kooper – organ, piano (Hohner pianet).
- Sam Lay – trống.
- Charlie McCoy – guitar.
- Frank Owens – piano.
- Russ Savakus – bass.

Ê-kíp sản xuất
- Bob Johnston – sản xuất.
- Daniel Kramer – nhiếp ảnh gia.
- Tom Wilson – sản xuất "Like a Rolling Stone".